# Šibice (Zaprešić)

Administrativní dělení Zaprešiće, Šibice je pod číslem 8

Šibice je vesnice, spadající pod město Zaprešić v Chorvatsku. V roce 2001 zde žilo 777 obyvatel. Šibice leží západně od města Zaprešić a má rozlohu 2,77 km².

## Doprava
Šibice leží po jižní straně státní silnice D225. Dopravu do města Zaprešić zajišťuje městská autobusová doprava, linka č. 132 (stav r. 2013)

## Sport
V Šibici působí Boćarski klub Šibice, ve kterém se scházejí místní nadšenci pro hru bocce, velmi podobné francouzskému pétanque. BK Šibice zde vybudoval nové (nekryté) hřiště a je účastníkem 2. Zagrebské ligy.

## Vodní zdroj Šibice
Vodní zdroj Šibice se nachází jižně od Šibice. Využívají se vodonosné sedimenty na levém břehu řeky Sávy. V první etapě výstavby bylo zřízeno pět studní se šesti naistalovanými čerpadly o celkové maximální kapacitě asi 500 l·s−1. V areálu jsou dvě trafostanice, budova záložního zdroje elektřiny a stanice pro chlorování vody.
V současnosti je ročně čerpáno asi 10 milionů m³ vody, která je z poloviny využívána pro zásobování města Zaprešić a jeho částí. Druhá polovina je určena po zásobování obcí Chorvatského Záhoří.